# Escola Ashcan

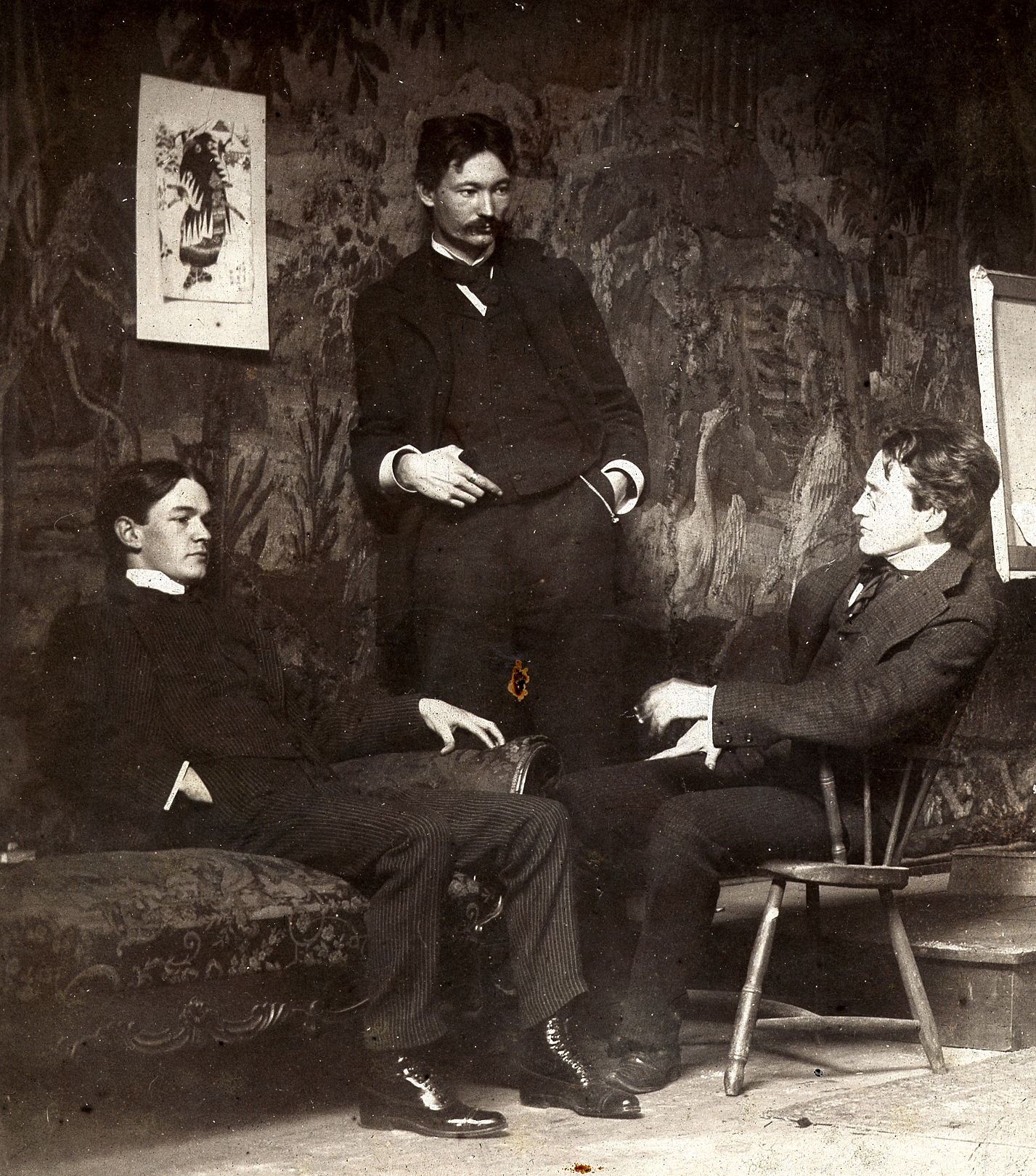
Artistas da Escola Ashcan, c. 1896, l to r, Everett Shinn, Robert Henri, John French Sloan

A Escola Ashcan ou Ash Can  foi um agrupamento de pintores positivistas norte-americanos, em atividade entre 1908 e 1918 na cidade de Nova Iorque e cujos integrantes se especializaram em quadros que representavam a vida diária da metrópole.
Motivados por Robert Henri (1865-1929), o grupo principal era composto por William Glackens (1870-1938), George Luks (1867–1933), Everett Shinn (1876–1953) e John French Sloan (1871-1951). Antes de se mudar para Nova Iorque, alguns integrantes colaboraram como  repórteres gráficos do jornal Philadelphia Press.
Embora por vezes plasmassem os bairros baixos e marginalizados da cidade, estavam mais interessados nos aspectos folclóricos dos seus temas que nas questões sociais que traçavam. Frequentemente associa-se ao grupo os artistas George Wesley Bellows e Edward Hopper, que se integraram a partir de outro movimento artístico denominado The Eight.